# Oederan
Oederan est une ville de Saxe (Allemagne), située dans l'arrondissement de Saxe centrale, dans le district de Chemnitz.

## Quartiers
| - Breitenau - Börnichen - Frankenstein - Gahlenz - Görbersdorf - Hartha | - Kirchbach - Lößnitztal - Memmendorf - Schönerstadt - Wingendorf |

## Jumelages
- Achères (France)
- Großkrotzenburg (Allemagne)